# Samuel Kristeller
Samuel Kristeller (Xions, 1820 – Berlino, 1900) è stato un ginecologo tedesco.

## Biografia
Di origini ebraiche, diresse per lungo tempo l'Istituto di ginecologia di Berlino.
A lui si deve la descrizione della manovra di Kristeller (anche detta "spremitura alla Kristeller")  (1867).
Lo storico dell'arte Paul Kristeller era suo figlio.